# 环印度洋联盟
环印度洋联盟（简称环印联盟），最初被称为环印度洋设想或环印度洋地区合作联盟，是印度洋沿岸18个国家所组成的国际组织，属于政府间国际组织。它最初于1995年3月在毛里求斯成立，并于1997年6、7月间正式开始运作。
该联盟发布关于贸易和投资状况的信息，以帮助环印度洋地区的企业界更好地了解本地区内的贸易和投资障碍。这些信息的交换是为了拓展区域内贸易。

## 概况
1993年，南非外交部长博塔访问印度时首次提出建立环印度洋区域合作设想。1994年，毛里求斯外交部长卡斯纳里访问印度时再次提出“印度洋经济圈”设想，倡导建立印度洋周边国家经贸合作组织，得到环印度洋各个国家的积极响应。1995年4月18日，南非、印度、澳大利亚、肯尼亚、毛里求斯、新加坡和阿曼7国在毛里求斯发表推动环印度洋经济圈计划的联合声明。此后，有关各方共召开了四次筹备会议，会员国从7个创始国增加到14个。在1999年3月31日召开的部长理事会会议上决定将联盟总部设在毛里求斯。1997年3月6日至3月7日，环印度洋14国在毛里求斯首都路易港召开部长级会议，通过《联盟章程》和《行动计划》，宣告环印度洋区域合作联盟正式成立。
该联盟是环印度洋地区目前唯一的经济合作组织，地跨亚洲、非洲和大洋洲3大洲，自然资源和人力资源丰富，市场广阔，交通便利。联盟成员国面积总和占世界陆地总面积的17％；人口近20亿，约占世界总人口的31％；国内生产总值占世界总量的7％；贸易额占世界贸易总额的10％。

## 成员
截止目前，该组织由23个成员国和9个对话伙伴组成，环印度洋旅游组织和印度洋研究小组拥有观察员地位。
- 法國
  -  留尼汪
- 印度
- 印度尼西亞
- 伊朗
- 马达加斯加
- 马来西亚
- 馬爾地夫
- 模里西斯
- 莫桑比克
- 阿曼
- 塞舌尔
- 新加坡
- 南非
- 斯里蘭卡
- 坦桑尼亚
- 泰國
- 阿联酋
- 葉門[4]

### 对话伙伴国

环印联盟的成员国

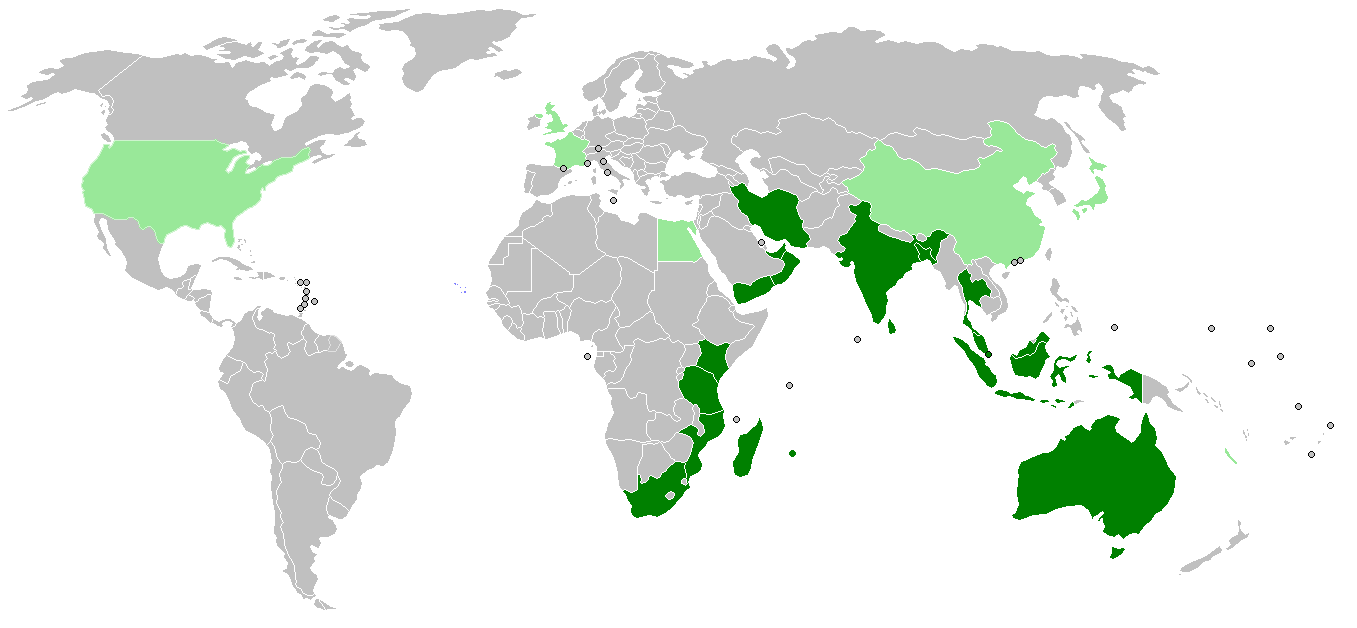
环印联盟的成员国
环印联盟的对话伙伴国

具有对话伙伴地位的国家有:
- 中國
- 埃及
- 德国
- 義大利
- 日本
- [5]
- 土耳其
- 英国
- 美国

### 成员国变迁
1995年3月加入（创始成员国）：
- 印度
- 模里西斯
- 阿曼
- 新加坡
- 南非

1996年9月加入：
- 印度尼西亞
- 马来西亚
- 马达加斯加
- 莫桑比克
- 斯里蘭卡
- 坦桑尼亚
- 葉門

1999年3月在莫桑比克马普托召开的部长理事会会议上加入：
- 伊朗
- 塞舌尔（2003年7月1日退出）
- 泰國
- 阿联酋

### 初始对话伙伴国
具有该联盟对话伙伴地位的国家有：
- 中國 1
- 埃及
- 法國
- 日本
- 英国 1

^  注解1：2000年1月在阿曼召开的部长理事会特别会议上被接纳为对话伙伴。
土耳其已经申请成为该联盟的对话伙伴。该申请因为某些参与的标准悬而未决而暂缓通过。
环印度洋旅游组织享有该联盟的观察员身份。

## 目标和宗旨
- 目标：

1. 促进该地区和成员国经济持续增长和平衡发展。
2. 把为发展和利益共享提供极大的机会的经济合作地区集中起来。
3. 促进经济自由化，去除自由障碍和贸易壁垒，增强环印度洋地区的商品、服务、投资和技术流动。

- 宗旨：遵循尊重国家主权、领土完整、政治独立、不干涉内部事务、和平共处、平等互利与协商一致等原则，不卷入双边等有争议的问题，推动区域内贸易和投资自由化，促进地区经贸往来和科技交流，扩大人力资源开发、基础设施建设等方面的合作，加强成员国在国际经济事务中的协调。（页面存档备份，存于）

## 活动
环印度洋区域联盟的活动包括一些仍进行中的专题方案和工作计划，是由有兴趣参与的成员国操作的，这些成员国在3个独立的工作组的保护之下。这三个工作组是贸易与投资工作组、环印度洋商业论坛和环印度洋学术组。联盟每两年召开一次部长理事会会议。工作组中有商务和技术代表保证不同的观点和兴趣可以在联盟的工作计划中得到充分的反映。

## 组织机构
- 总部：常设机构，设在毛里求斯共和国的瓦科阿市，享受外交使团待遇；负责协调联盟政策的执行，处理日常行政事务。
- 部长理事会（Council of Ministers，简称COM）：最高权力机构，由各成员国的外交部长或经济合作部长组成，负责制订联盟政策，决定新的合作领域和项目，每年召开一次例会，需要时可举行特别会议。
- 高官委员会（Committee of Senior Officials，简称CSO）：执行机构，由个成员国的政府官员组成，会期一年一次或视需要召开，负责监督和审查部长理事会决议执行情况，审议联盟高级别工作组、商业论坛、学术组、贸易和投资工作组提交的工作报告，确定联盟合作重点并向部长理事会提出政策建议，有关报告连同高工组、商业论坛、学术组和贸投组报告一并提交部长理事会审批。
- 环印度洋商业论坛（Indian Ocean Rim Business Forum，简称IORBF）：由各成员国政府的官员和工商界人士组成，每年举行一次会议，负责就扩展联盟成员国在贸易、投资、金融和旅游方面的合作、减少贸易壁垒、加强科技交流和人力资源开发等问题提出政策建议，并实施联盟合作项目和工作计划。
- 环印度洋学术组（Indian Ocean Rim Academic Group，简称IORAG）：由各成员国的学术界人士组成，每年举行一次会议，负责开展联盟学术合作和信息交流。
- 贸易和投资工作组（Working Group on Trade and Investment，简称WGTI）：由各成员国的技术级官员组成，会期每年一次或视需要召开，负责协调和拟定联盟合作项目和工作计划。
- 高级别工作组（IOR-ARC High Level Task Force，简称HLTF）：由联盟前任、现任和候任主席国政府的主管官员为主体组成，负责就联盟发展方向、内部组织建设和推动对话伙伴国参与联盟活动等问题进行研究并提出政策建议。